# Cutana

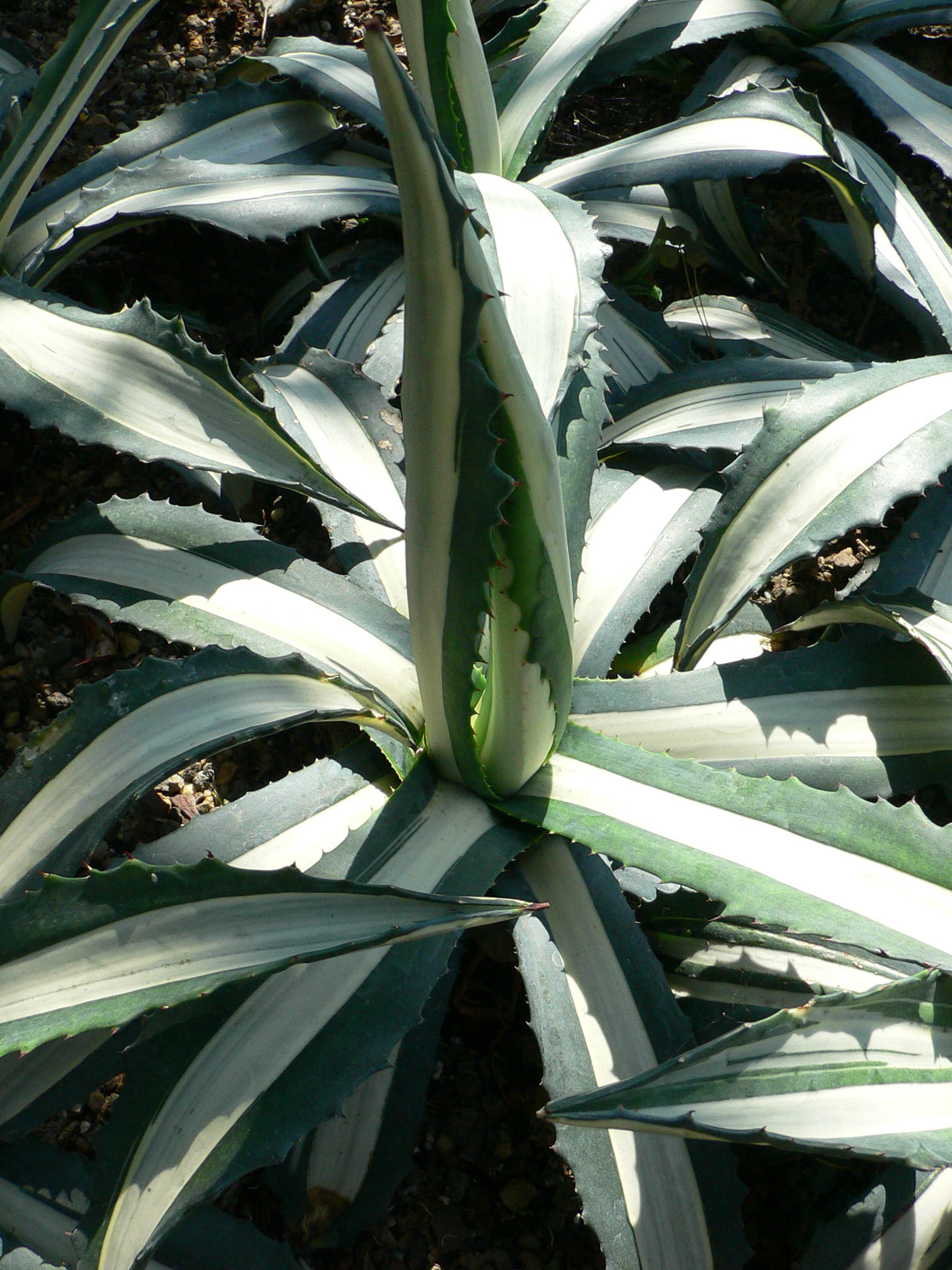
La cubana està present en lAgave americana.

La cutana és un biopolímer alifàtic de cadena llarga resistent a la hidròlisi present a la cutícula d'algunes plantes. L'altre polímer més conegut és la cutina. Cutana és un polímer d'hidrocarburs, mentre que la cutina és un polièster, però l'estructura i la síntesi de la cutana encara no estan completament compreses.
Va ser descrita per primera vegada el 1986 en l'atzavara. Cutana està present en fòssils i algunes plantes modernes. És un component no saponificable, que resisteix a la desesterificació per hidròlisi alcalina i augmenta la quantitat de cutícules d'algunes espècies com Clivia miniata quan arriben a la maduresa. Aparentment substituiria la cutina secretada en les primeres etapes del desenvolupament de la cutícula. Les proves científiques que la cutana és un polímer d'hidrocarburs provenen del fet que els seus productes de piròlisi són una sèrie homòloga característica d'alquens i alcans. Certs autors pretenen que és similar a la cutina, i que la diferència es deu al procés de fossilització.
Tindria un potencial de conservació superior al de la cutina. És òbviament molt menys present en les fulles del que es pensava anteriorment i és absent a 16 dels 19 tàxons d'angiospermes i gimnospermes.